# Striegistal
Striegistal är en kommun i Landkreis Mittelsachsen i förbundslandet Sachsen i Tyskland. Kommunen har cirka 4 600 invånare.